# Charles Cozens
Charles Thomas Cozens (* 29. Juli 1952 in Hamilton/Ontario) ist ein kanadischer Dirigent, Arrangeur, Komponist, Akkordeonist und Pianist.

## Leben
Cozens studierte Dirigieren am Berklee College of Music bei George Monseur und nahm danach privaten Unterricht bei Victor Feldbrill, Dwight Bennett und Konstantin Krimets. Er gewann 1968 und 1969 die Canadian Open Accordion Championship und war unter den zehn erstplatzierten Akkordeonisten beim Coup Mondiale in New York. Als Akkordeonist des Crossover-Ensembles Quartetto Gelato unternahm er 2018 eine Welttournee. Mit dem Oboisten Colin Maier bildet er das Duo JoyRide, das 2020 Gast der Konferenz der InternationalDouble Reed Society in Iowa war.
Als Gast dirigierte Cozens namhafte kanadische Orchester und spielte Aufnahmen u. a. mit dem Tschaikowsky-Symphonieorchester des Moskauer Rundfunks und dem Moskauer Philharmonischen Orchester ein. 1991 leitete er eine Aufführung von Der Mann von La Mancha vor Ray Hnatyshyn, dem Generalgouverneur von Kanada, 2012 begleitete er bei der Präsentation von Toronto's Fashion Cares mit einem eigenen Orchester u. a. Elton John und Janelle Monáe. 2013 debütierte er in Kuba und dirigierte das Orquesta de Villa Clara in einem Programm mit eigenen Kompositionen und einer Kompilation von Werken Astor Piazollas. Im Jahr 2016 gründete er das Burlington New Millennium Orchestra, ein Kammerorchester, das sich der Aufführung von zeitgenössischer Musik widmet. 2023 wurde er in die Burlington Performing Arts Centre Hall of Fame aufgenommen. Er begleitete als Dirigent Musiker wie Michael Guttman, Leslie Kinton, James Anagnoson, Erica Goodman, Michael Burgess, Mark Dubois, Mark Masri, Gisele Fredette, Peter DeSotto, Randy Bachman, Matt Dusk, Serena Ryder, Lindi Ortega und Andrea Menard. Neben zahlreichen Aufnahmen für  Film und Fernsehen und auf CD dirigierte er auch das Orchester bei mehr als vierzig Theaterproduktionen.
Nachdem Cozens 1986 die National Workshop Arranger’s Competition gewonnen hatte, begann seine überaus erfolgreiche Laufbahn als Arrangeur. Er erhielt mehr als 3.000 Aufträge für Arrangements von Orchestern weltweit, für CD-Aufnahmen und Multimediaprojekte. Als Dirigent, Komponist, Arrangeur, Pianist oder Produzent ist er an mehr als 100 Alben beteiligt. Sein Album Balance (2004) wurde für einen Juno Award nominiert.

## Kompositionen
- Peter Pan: The Return, Schauspielmusik, UA 1993
- Botanicus für Euphonium und Brass Band, US 1998
- The Clown of Venice, UA 1999
- Swingstep, Musical, UA 2001
- Three Musketeers, Suite für Blechbläserquintett, UA 2002
- Fireworks Fantasia, UA 2002
- Three Latin Dances für gemischten Chor, Akkordeon, Klavier, Bass und Perkussion, UA 2013